# Баум, Вильгельм
Вильгельм Ба́ум (нем. Wilhelm Baum; 10 сентября 1799, Эльбинг — 6 сентября 1883, Гёттинген) — немецкий медик, хирург.

## Биография
Вильгельм Баум происходил из зажиточной семьи. Изучал медицину в Кёнигсбергском, Гёттингенском и Берлинском университетах. В 1830 году получил должность главного хирурга и руководил городской больницей в Данциге. За свои заслуги в деле борьбы с эпидемией холеры 1831 года был удостоен звания почётного гражданина Данцига.
В 1842 году Баум стал профессором Грайфсвальдского университета, позднее перешёл в Гёттингенский университет. Учеником Баума в Гёттингене был Теодор Бильрот. Они вместе основали Германское общество хирургии. В 1876 году Баум был принят в члены Леопольдины. Вильгельм Баум — автор новых методик оперирования и лечения полипов.
Внучка Вильгельма Баума — политик эпохи Веймарской республики Мария Баум. Племянник — судья Имперского суда Баум Хамбрук.